# Eleutetos
Los eleutetos (latín, Eleuteti) eran un pequeño pueblo galo de la Galia, cliente de los pujantes arvernos, que se les unieron en la coalición contra los romanos, en el año 52 a. C. Su territorio no ha sido localizado con precisión, pero según una tesis propuesta por Jean-Luc Boudartchouk, podría ser el pueblo que se encontraba en lo que hoy en día es el departamento de Cantal y en una parte del Aveyron.
Son conocidos por una mención de Julio César en sus Comentarios a la guerra de las Galias, donde aparecen al lado de los cadurcos, los gábalos y los velavios, como «vasallos» de sus vecinos arvernos. 

Mientras en Alesia suceden estas cosas, los galos convocan una asamblea de los jefes y deciden[...] que se debe exigir un número determinado a cada pueblo...; el mismo número [35.000] a los arvernos, y con ellos, a los eleutetos, cadurcos, gábalos, velavios, que habitualmente están sometidos a los arvernos.

## Wikisource
- Jules César, Commentaires sur la Guerre des Gaules, Livre VII